# 스에노하라역
스에노하라역(일본어: 末野原駅, すえのはらえき)은 일본 아이치현 도요타시에 있는 아이치 환상 철도선의 역이다. 역 번호는 09이다.

## 역사
- 1988년 1월 31일: 도카이여객철도(JR 도카이) 오카다 선에서 아이치 환상 철도선으로의 전환과 동시에 영업 개시.
- 2013년 4월 7일: 연중무휴 영업(그 이전에는 일요일, 국경일은 휴업이었다).

## 역 구조
상대식 승강장 2면 2선의 구조이다. 수로 구조가 되고 있어 계단에서 역 밖으로 이어진다.
개통 당초부터 사거리 내에는 무료 주차장이 설치되어 있었지만, 역전 주차장 정비가 도요타 시로 하였고, 2010년부터 시영 주차장으로서 유료화되었다(게이트식 동전 주차).

## 역 주변
역 북동쪽에는 차밭이, 남쪽에는 숲이 펼쳐진다. 북서쪽은 주택지이다.
- 도요타 시 평생 학습 센터 스에노하라 교류관 - 다목적 홀 등을 가진 평생 학습 활동의 거점.
- 아이치 현립 도요노 고등학교
- 도요타 시립 스에노하라 중학교
- 국도 제248호선
- 아이치 현도 489호 혼지오시카모 선

## 사진

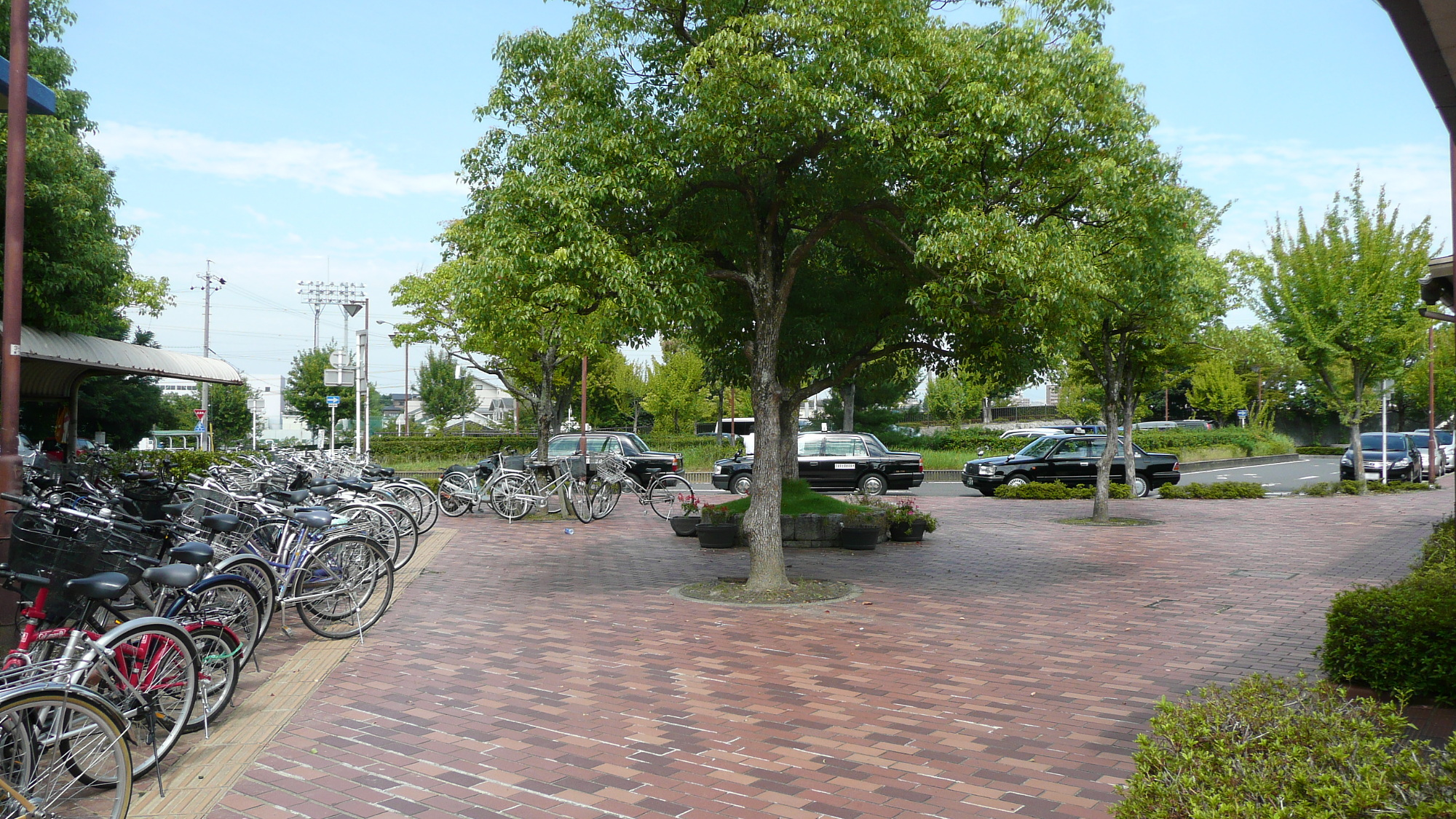
역전 광장

## 인접역
| 아이치 환상 철도 ■ 아이치 환상 철도선 | 아이치 환상 철도 ■ 아이치 환상 철도선 | 아이치 환상 철도 ■ 아이치 환상 철도선 |
| ------------------------------------- | ------------------------------------- | ------------------------------------- |
| 08 에카쿠 오카자키 방면               |                                       | 미카와토요타 10 고조지 방면           |